# Георги Костов (ВМОРО)
Вижте пояснителната страница за други личности с името Георги Костов.
Георги Костов е български революционер, деец на Вътрешната македоно-одринска революционна организация.

## Биография
Георги Костов е роден през 1872 година в леринското село Айтос, тогава в Османската империя. Присъединява се към ВМОРО и става четник при Кузо Попдинов. През Балканските войни 1912-1913 година е македоно-одрински опълченец в четата на Коста Христов Попето и в продоволствения транспорт на Македоно-одринското опълчение. Загива през Първата световна война.